# Gramma dejongi
Gramma dejongi är en fiskart som beskrevs av Victor och Randall 2010. Gramma dejongi ingår i släktet Gramma och familjen Grammatidae. Inga underarter finns listade i Catalogue of Life.
Arten förekommer i havet sydväst om Kuba fram till de östra Caymanöarna. Den vistas i regioner som ligger cirka 20 meter under havsytan. Ett exemplar hittades simmande med ryggen nedåt ovanför en havsklippa.
Enstaka individer fångas och hölls i akvarium och ett exemplar kan kosta 4 500 amerikanska dollar. Troligen faller flera individer offer för den introducerade drakfisken (Pterois volitans). Allmänt är Gramma dejongi sällsynt. Populationens storlek är inte känd. IUCN listar arten med kunskapsbrist (DD).